# Souvenir (Het Goede Doel)
Souvenir is een album van de Nederlandse muziekgroep Het Goede Doel. De band was op dit album uitgedund tot Henk Temming, Henk Westbroek en Sander van Herk. Na dit album werd het stil rond de band, Henk en Henk hadden meningsverschillen en ook de nederpop kwam in een dip. Pas in 2008 zou er nieuw werk komen, de meningsverschillen waren aan de kant gezet. Ondertussen was het verzamelalbum Geef de mensen wat ze willen en anderen verschenen.
Souvenir is opgenomen in de Stu-stu-studio te Utrecht, de privéstudio van Temming. Ook de mix vond daar grotendeels plaats, op Met open ogen en Uit vrije wil na; zij werden gemixt in de Wisseloord Studio's in Hilversum. Van het album werden drie singles gehaald, die maar matig populair werden, zeker in vergelijking tot hun eerdere successen en Alles kan een mens gelukkig maken, gezongen door René Froger.

## Musici
- Henk Temming, Henk Westbroek – zang
- Sander van Herk, Henk Temming, Henk Westbroek – alle instrumenten behalve
- Teye Wijnterp – flamencogitaar (1), Stephan Wienjus – basgitaar (2), (3),(5);(8); Miss Terrell- Franstalige rap (3), Marjolijn Spijkers- zang (3),(8); Gerbrand Westveen – saxofoon (4), Julia Harris- zang (8).

## Composities
| Nr. | Titel                                                             | Duur  |
| --- | ----------------------------------------------------------------- | ----- |
| 1.  | Ik krijg je wel (Temming, Westbroek; zang Temming)                | 6:58  |
| 2.  | Niemand weet dat jij bestaat (Temming, Westbroek, zang Westbroek) | 2:47  |
| 3.  | Vandaag (Temming, Westbroek, zang Westbroek)                      | 6:06  |
| 4.  | The sonic ranger rides again (Temming, van Herk, instrumentaal)   | 3:12  |
| 5.  | Bobby (Temming, Westbroek; beide ook zang)                        | 5:07  |
| 6.  | Uit vrije wil (Temming, Westbroek; beide ook zang)                | 4:25  |
| 7.  | De idioot (Temming, Westbroek, zang Westbroek)                    | 5:56  |
| 8.  | Met open ogen (Temming, Westbroek; beide ook zang)                | 14:22 |
| 9.  | Souvenir (Temming, Westbroek; Temming)                            | 0:59  |

Het lied Bobby gaat over wat er toch allemaal goed had kunnen komen als Bobbie, Kuifje, Rataplan of Lucky Luke hadden kunnen helpen in misdaadsituaties.
Het lied "De Idioot" was reeds eerder verschenen op het album " 'n elpee voor het ANC " uit 1987. Een verzamelalbum met nieuw werk van diverse artiesten om geld op te halen voor het Afrikaans Nationaal Congres.

## Hitnotering
| "Souvenir" in de Nederlandse Album Top 100 - binnen: 04-11-1989 | "Souvenir" in de Nederlandse Album Top 100 - binnen: 04-11-1989 | "Souvenir" in de Nederlandse Album Top 100 - binnen: 04-11-1989 | "Souvenir" in de Nederlandse Album Top 100 - binnen: 04-11-1989 | "Souvenir" in de Nederlandse Album Top 100 - binnen: 04-11-1989 | "Souvenir" in de Nederlandse Album Top 100 - binnen: 04-11-1989 | "Souvenir" in de Nederlandse Album Top 100 - binnen: 04-11-1989 | "Souvenir" in de Nederlandse Album Top 100 - binnen: 04-11-1989 | "Souvenir" in de Nederlandse Album Top 100 - binnen: 04-11-1989 |
| Week                                                            | 01                                                              | 02                                                              | 03                                                              | 04                                                              | 05                                                              | 06                                                              | 07                                                              |                                                                 |
| --------------------------------------------------------------- | --------------------------------------------------------------- | --------------------------------------------------------------- | --------------------------------------------------------------- | --------------------------------------------------------------- | --------------------------------------------------------------- | --------------------------------------------------------------- | --------------------------------------------------------------- | --------------------------------------------------------------- |
| Nummer                                                          | 74                                                              | 42                                                              | 41                                                              | 57                                                              | 72                                                              | 79                                                              | 99                                                              | uit                                                             |